# 韓滔
韓滔，是《水滸傳》人物，東京人氏，官至陳州團練使，武器是棗木槊。身經百戰，人稱「百勝將」，星宿為「地威星」（與「天威星」呼延灼相對），於梁山排名第四十二，擔任「馬軍小彪將兼遠探出哨頭領」之一員，與呼延灼、楊志及彭玘一起鎮守梁山泊正北旱寨，與「天目將」彭玘是呼延灼的副手。

## 人物
當呼延灼被高俅保舉為大將，正要奉敕攻打梁山泊時，韓滔就被呼延灼推薦為正先鋒。韓滔以先鋒身份部領前哨軍，與梁山軍相遇時，一馬當先，與秦明交手，但是戰了二十餘合力怯，在呼延灼的掩護下退走。後來隨呼延灼一起以連環馬戰術大勝梁山軍隊。不久，梁山泊請來徐寧教演軍隊使用鉤鐮槍，破了連環馬。韓滔於亂軍之中為劉唐、杜遷所擒，經勸喻下投降梁山。
韓滔在地煞七十二人之中頗有表現，曾於北京一役放箭射傷敵軍先鋒索超，又於東昌府大戰沒羽箭張清。其後隨宋江攻打方臘的常州，被方軍高可立射中臉龐墮馬，又被張近仁一槍殺死。

## 特徵
作為呼延灼副將的韓滔，他的武器棗木槊，很有可能就是來自北宋開國名將呼延贊（呼延灼的祖先）常用的武器棗槊的化身，所以韓滔可說是呼延灼的附屬象徵之一（而且二人星宿名同為「威」）。

## 影视形象
- 1998年央视版《水浒传》：甄力强
- 2011年版《水浒传》：端洋